# Symphonie no 4 de Pärt
« Los Angeles »
Pour les articles homonymes, voir Symphonie no 4.
La Symphonie no 4 dite « Los Angeles » est une œuvre pour orchestre à cordes, harpe, timbales et percussions du compositeur estonien Arvo Pärt, composée en 2008.

## Historique
Cette symphonie est dédiée à Mikhaïl Khodorkovski emprisonné depuis 2003 et « à tous les prisonniers sans droits en Russie ». Elle fut créée le 10 janvier 2009 au Disney Hall de Los Angeles par son orchestre philharmonique sous la direction d'Esa-Pekka Salonen.

## Structure
La Symphonie no 4 est une œuvre en trois mouvements :
1. Con sublimità - Marcando con maestà ~ 15'
2. Deuxième mouvement ~ 8'
3. Troisième mouvement ~ 9'

L'exécution de l'œuvre dure environ 30 minutes.